# Кведа-Мазандара
Кведа-Мазандара (груз. ქვედა მაზანდარა) — село в Грузии, на территории Цаленджихского муниципалитета края (мхаре) Самегрело-Верхняя Сванетия.

## География
Село находится в северо-западной части Грузии, на левом берегу реки Чанисцкали, вблизи северной окраины города Цаленджиха, административного центра муниципалитета. Абсолютная высота — 198 метров над уровнем моря.

## Население
По результатам официальной переписи населения 2014 года, в Кведа-Мазандаре проживало 680 человек (328 мужчин и 352 женщины). В национальной структуре населения грузины составляли 99,7 %.